# Guillermo Rawson
Guillermo Colesbery Rawson Rojo (San Juan, Provincias Unidas del Río de la Plata, 24 de junio de 1821 - París, Francia, 2 de febrero de 1890) fue un médico, higienista y político argentino, que se desempeñó como Ministro del Interior durante la presidencia de Bartolomé Mitre, entre 1862 y 1868. Además, impulsó la creación de la Cruz Roja Argentina, junto a Toribio Ayerza, en junio de 1880.
Hijo de un médico estadounidense, Rawson realizó sus estudios primarios en su ciudad natal. Se trasladó a Buenos Aires para realizar sus estudios secundarios y posteriormente se doctoró en medicina. Regresó a San Juan y se opuso al gobernador Nazario Benavídez, quien ordenó su arresto en 1853. Tras ser liberado, fue elegido diputado para el Congreso Nacional, que tuvo lugar en Paraná; allí se opuso a Justo José de Urquiza.

## Infancia y juventud

### Antecedentes familiares
Amán Rawson, nacido en Montague, Massachusetts (Estados Unidos), en 1794, era un joven médico estadounidense, proveniente de una familia de noble sangre inglesa; de hecho, descendía de guerreros, magistrados, abates, obispos y primados, y su padre, Edmund Rawson, había luchado en la guerra de Independencia de Estados Unidos. Tras realizar varios viajes ejerciendo su profesión en una corbeta de guerra, Rawson se trasladó a la ciudad de San Juan en 1818, donde se estableció. Había llegado al país invitado por el doctor Colesbery, un amigo y compatriota suyo, quien residía en Mendoza, ejerciendo como médico de José de San Martín. Establecido en dicha pequeña y lejana ciudad interior, Rawson contrajo matrimonio en 1819 con María Justina Rojo Frías, hija de una distinguida familia de unitarios afincada en la provincia.

### Nacimiento y estudios primarios

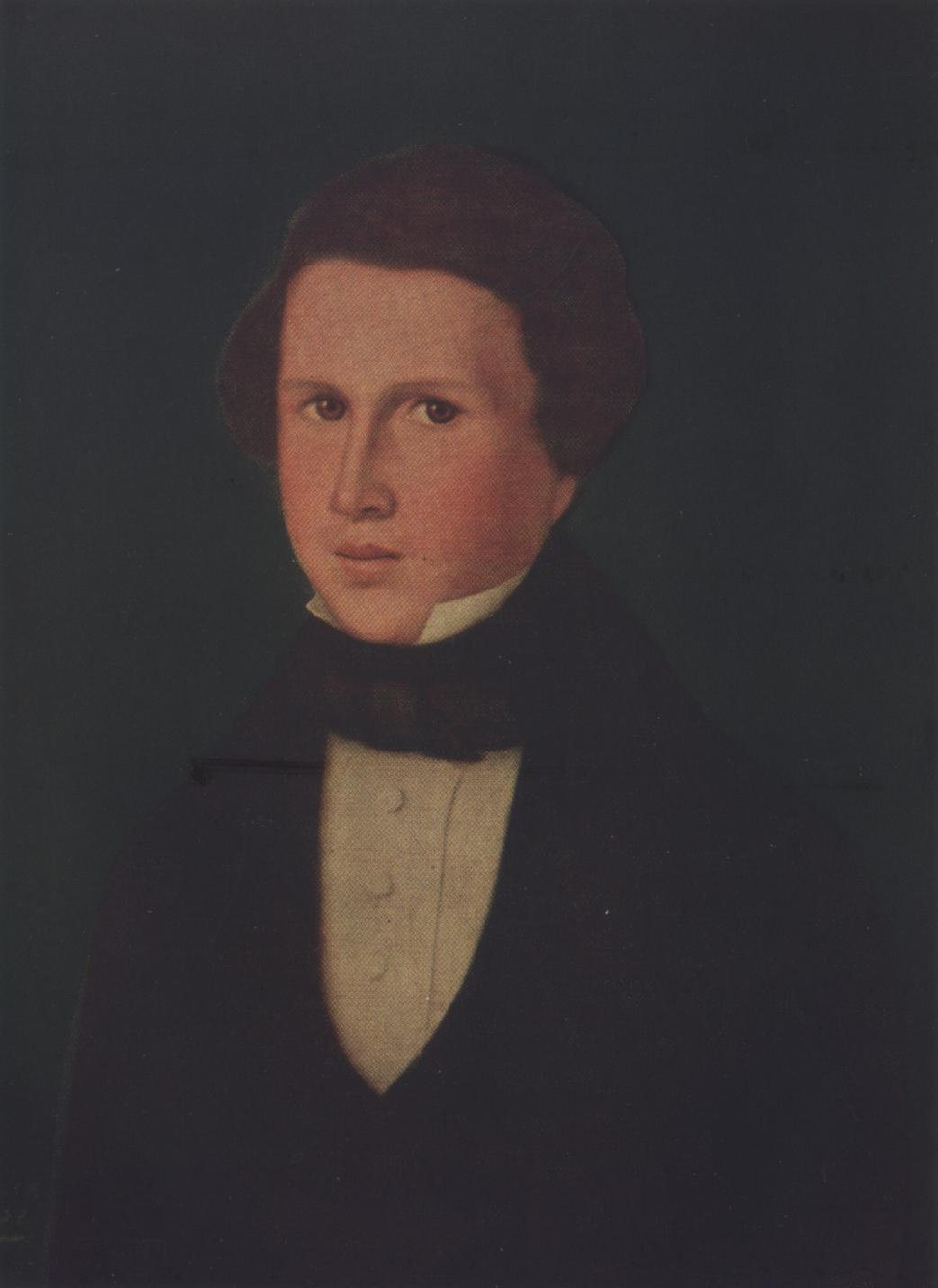
En 1839, su hermano Benjamín Franklin Rawson realizó un retrato al óleo suyo, el cual tituló Guillermo Rawson.

Guillermo Colesbery Rawson nació el 24 de junio de 1821 en la ciudad de San Juan; le debe su segundo nombre, citado también como Collisbery, al doctor Colesbery, quien invitó a su padre a radicarse en San Juan. Era el segundo hijo del matrimonio entre Amán Rawson y Justina Rojo, quienes ya eran padres de Benjamín Franklin Rawson (1819-1871), quien sería un destacado pintor; Rawson tenía también un medio hermano menor fruto del segundo matrimonio de su padre, Juan de Dios Rawson (1833-1902), quien lucharía en la guerra de la Triple Alianza. Realizó sus estudios primarios en su ciudad natal, en la escuela del agrimensor Donet.
Rawson tenía conocimientos de italiano, ya que hacia 1837 lo estudió junto a Domingo Faustino Sarmiento; al respecto, Gregorio Aráoz Alfaro comenta que "¡Debía requerirse un singular deseo de instruirse para dedicarse a estudiar italiano, en San Juan, en 1837!" Es considerado un integrante de la Generación del 37, junto a otros intelectuales como Juan Bautista Alberdi, Benjamín Villafañe, Esteban Echeverría, Juan María Gutiérrez, Vicente Fidel López, Juan Thompson, José Mármol, Bartolomé Mitre, Miguel Cané, Félix Frías, Jacinto Peña, Carlos Tejedor y Domingo Faustino Sarmiento, quienes eran liderados, intelectualmente, por Echeverría. Con tan solamente dieciocho años formaba parte del Grupo de los Cinco, un grupo de discusión política integrado por Manuel Quiroga Rosas, Antonino Aberastain, Indalecio Cortínez, Dionisio Rodríguez y él mismo. Colaboraron con Sarmiento en la creación del diario El Zonda, publicado por primera vez en 1839.

### Estudios secundarios
Ese mismo año se trasladó a Buenos Aires para continuar sus estudios en el Real Colegio de San Carlos, ubicado junto a la Iglesia de San Ignacio y perteneciente a la Compañía de Jesús (Jesuitas); allí compartió sus estudios con José Benjamín Gorostiaga, Luis Sáenz Peña, Federico Pinedo, León Federico Aneiros, Eduardo Costa y Bernardo de Irigoyen, entre otros. Con tan solamente diecinueve años descubrió los principios básicos del telégrafo, cinco años antes de que Samuel Morse transmitiera su primer mensaje; esto ocurrió en una clase de electricidad, en la que le planteó al Padre Gomila, su profesor, que mediante la transmisión de descargas eléctricas que tuvieran un significado convencional se podrían transmitir palabras a grandes distancias, y que así "yo podría conversar con mi padre, que está en San Juan".

### Estudios universitarios

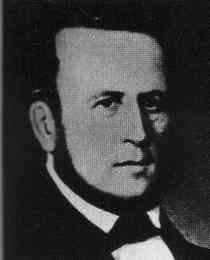
Mientras estudiaba medicina, Rawson fue muy elogiado por sus compañeros y profesores.

Tras finalizar sus estudios, Rawson ingresó a la Facultad de Medicina de la Universidad de Buenos Aires. Tuvo como profesores a Claudio Mamerto Cuenca, Teodoro Álvarez, Martín García y a Juan José Fontana, entre otros, y compartió su aprendizaje con José María Bosch y nuevamente con Sáenz Peña. Recibió los elogios de sus compañeros y profesores, quienes decían que "sus buenos y sólidos conocimientos en varios ramos de instrucción literaria, su aplicación y rápidos progresos de la muy difícil ciencia del hombre, anuncian días de satisfacción y de triunfo para la universidad. Estos días han llegado: sus exámenes y muy particularmente, el general y práctico, con que se ha despedido de las aulas, han sido brillantísimos".
Las aptitudes demostradas por Rawson impulsaron a sus profesores, quienes mediante una carta le pidieron al rector de la universidad, Paulino Gari, que se le entregara a Rawson el grado de Doctor en Medicina sin rendir la tesis, amparándose en el artículo trece del Superior Decreto del 21 de junio de 1827, que permitía que la universidad le otorgase este grado a todo aquel que fuese "ilustre y eminente en alguna facultad". El rector no aceptó, ya que consideraba que lo que se le pedía se encontraba fuera de sus atribuciones; sin embargo, le encomendó al profesor Cuenca que tras la lectura de la disertación de Rawson, le dirigiese la palabra en nombre de la facultad y le entregase el título de médico.
De esta forma, Rawson se recibió en 1844, con su tesis acerca de La transmisión de las facultades fisiológicas y patológicas en el hombre por vía de la herencia, la cual fue publicada en 1845 por "un admirador de su mérito"; el tema elegido, las leyes de la herencia, era una de las incógnitas más importantes de la época, por lo que no era elegido por el resto del alumnado. Tras entregarle su título, Claudio Mamerto Cuenca pronunció un elogioso y exaltado discurso en representación de la facultad, que Alberto B. Martínez describe como "una muestra de sincera admiración y de profundo reconocimiento". Además de los elogios de sus profesores y compañeros, Rawson fue elogiado por Domingo Faustino Sarmiento, quien posteriormente sería presidente de la Nación y su principal adversario político; dijo que "gozaba de una reputación superior a sus años por sus talentos precoces y las recomendaciones de sus profesores, a cuyas envidiables dotes se unía un acendrado patriotismo y una energía y nobleza de carácter que atemperaban la moderación de carácter y la unción de sus palabras".

## Inicios en la política

### Legislador en San Juan

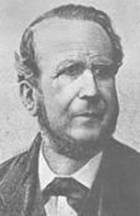
Al regresar a su provincia, Rawson comenzó a ejercer como médico y luego se involucró en la política.

En 1844, tras concluir sus estudios universitarios, Rawson regresó a su provincia natal, donde comenzó a ejercer su profesión; allí, se desempeñó como el médico de las principales familias, incluso la del gobernador Benavídez, quien le dio un trato especial. La provincia estaba gobernada, según Martínez, en forma despótica por Nazario Benavídez, un caudillo federal, fiel seguidor de Juan Manuel de Rosas, aunque más bondadoso, manso y dúctil que aquel; si bien había suprimido las libertades y hacía imperar su voluntad, también ahorró a su provincia sufrimientos crueles y persecuciones sangrientas. Rawson se había propuesto, junto a Juan Francisco Seguí, provocar un levantamiento en contra de Rosas; sin embargo, no coincidían en quien debía hacerlo: mientras Seguí creía que el indicado era Justo José de Urquiza, gobernador de Entre Ríos, Rawson sostenía que sería más simple convencer a Benavídez. En consecuencia, se separaron prometiéndose trabajar con perseverante empeño para minar la tiranía.
En dichas circunstancias, la poca importancia que se lo otorgaba a la Legislatura en la época permitió que Rawson accediera a la cámara en 1844, ya que fue incluido en la lista el mismo día de la elección por un grupo de amigos; posteriormente, fue reelecto en el cargo, esta vez junto a su amigo Tadeo Rojo. Juntos, se comprometieron a mover los ánimos y despertar al pueblo, convirtiendo a la Legislatura en una constante fragua de opinión y cambiando incluso la actitud de los pobladores. Convencidos de que ningún despotismo podía enfrentarse a pobladores educados, Rawson y Rojo impulsaron la sanción de una ley de educación primaria para la instrucción de los ciudadanos, la cual fue vista con agrado por Benavídez; también promovieron una ley que amparaba la creación de municipalidades rurales, consideradas como la escuela primaria de la libertad, la cual no recibió el apoyo del gobernador, quien los acusó de salvajes unitarios que querían despojarle de su autoridad. A pesar de su disconformidad, Benavídez continuó dejándolos hacer, aunque comenzaron a ser vistos como "enemigos".
En 1851, Rosas le ordenó a los gobernadores federales que le entregasen el título de Jefe Supremo de la Confederación, además de la suma del poder público y el ejercicio de su suprema autoridad, con el objetivo de evitar el pronunciamiento de Justo José de Urquiza y su alianza con el Imperio del Brasil y el Uruguay. Antes de enviar el proyecto a la Legislatura, Benavídez se reunió en su hogar con ciertos ciudadanos para aconsejarse; entre ellos estaba Rawson, quien le solicitó que rechazase el pedido de Rosas. Sin embargo, a pesar del entusiasmo de Rawson, Benavídez no creía contar con el poder suficiente para enfrentarse al Restaurador y consideraba que el único capaz de realizar dicha acción era Urquiza; por su parte, Rawson mantenía correspondencia con Sarmiento, a quien llegó a decirle que el éxito es seguro, infalible. Con este marco, Benavídez envió el proyecto a la Legislatura, que se reunió inmediatamente para tratar el asunto.

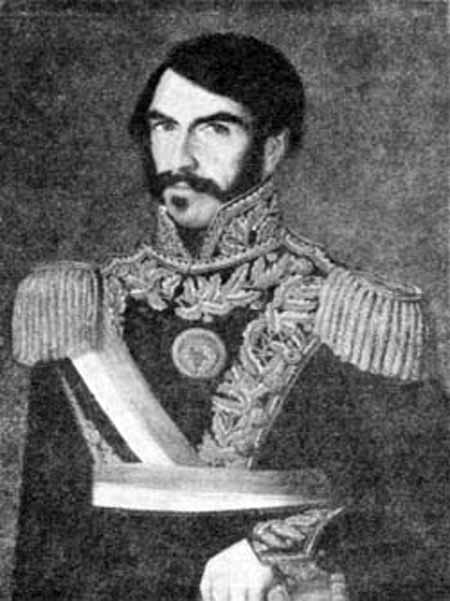
Rawson creía que Nazario Benavídez, gobernador de la provincia, era el hombre indicado para luchar contra Rosas; sin embargo, al no conseguirlo, organizó un levantamiento en su contra.

Rawson anunció que hablaría en la Legislatura, oponiéndose a las pretensiones rosistas, lo que hizo que muchas personas presenciaran aquella sesión. Todos los diputados avalaron el proyecto, excepto Rawson, quien se opuso fervientemente y pronunció una de sus más magistrales arengas, en la que pedía que se rechazase la petición de Rosas. A pesar de que dicha arenga fue escuchada con recogimiento y asombro y conmovió los espíritus no solamente de los amigos y ciudadanos, sino de los mismos federales, de los militares y de los asociados en la mazorca, el proyecto fue sancionado y uno de sus artículos obligaba a que fuese firmado por todos los legisladores. Obligado a firmar, Rawson lo hizo sosteniendo que por el hecho de haber manifestado públicamente su pensamiento, salvaba su responsabilidad ante sus conciudadanos y ante la historia; sin embargo, haber firmado el documento fue utilizado varias veces en su contra.
Al conocerse la noticia del levantamiento de Urquiza, Rawson reunió en su hogar a un grupo de amigos con el objetivo de firmar una petición, en la cual solicitaron a Benavídez que adhiriera al pronunciamiento del caudillo entrerriano; sin embargo, un grupo partidario de Rosas rodeó la casa y los obligó a dispersarse. El 3 de febrero de 1852 Rosas fue derrotado por Urquiza en la batalla de Caseros; el 28 de ese mismo mes, un escribano de gobierno anunció el hecho en San Juan. En esa ocasión, Rawson, quien provenía de su finca y venía montado en un caballo marrón, regaló unos puñados de pesos bolivianos y pronunció un discurso en la actual Plaza 25 de Mayo. A pesar de la caída de Rosas, Benavídez se mantuvo en el gobierno por algunos años más; en un intento por reorganizar el país, Urquiza convocó a los representantes de las provincias a la Conferencia de San Nicolás, de la cual surgió el acuerdo; Benavídez asistió y quiso que Rawson lo acompañase, pero este se rehusó a pesar de ser amenazado con el uso de la fuerza.
Con el gobernador fuera de la provincia se produjo el levantamiento de la Legislatura, que destituyó a Benavídez y lo reemplazó por un gobierno provisorio, a cargo del comerciante salteño Zacarías Yanzi; sin embargo, Urquiza ordena la invasión de la provincia, las autoridades revolucionarias son depuestas y Benavídez vuelve a ocupar su cargo. Rawson es mandado a perseguir y es encarcelado, siendo encerrado en la cárcel de San Clemente. A pesar de que solamente estuvo preso quince días, fue engrillado y torturado. Tras salir de prisión, le envió una carta a su amigo Damián Hudson, comunicándole lo sucedido:

Nuestra frecuente correspondencia, tan interesante para mí, fue interrumpida por la amabilidad del señor Benavides y C.a; quiso tenerme tan cerca de sí, tan exclusivamente ocupado de su cariño, que me hizo trasportar a San Clemente y asegurarme allí con una arroba de hierro puesta en mis pobres piernas. Eso pasó, estoy ya libre, después de quince días de tortura; y lo primero que afectó mi corazón al volver a la luz, fue la noticia de los esfuerzos fervientes de mi excelente amigo Hudson en favor de esta pobre víctima.No puede usted imaginar cuán hondamente me ha conmovido su solícito empeño, y la amigable deferencia con que el señor Segura, y mi estimado compañero el doctor García se han prestado a secundar sus conatos.

En esa misma carta, Rawson le dijo a Hudson que, desde un principio, había venido a San Juan con la resignación del que se prepara al sacrificio; además, le dijo que no abandonaría la provincia, aún con los insultos seguros y el probable degüello que me espera. Para esa época, las cartas y artículos de colaboración enviados por Rawson a Hudson eran publicadas en El Constitucional, editado por este en Mendoza.

### Diputado en la Confederación

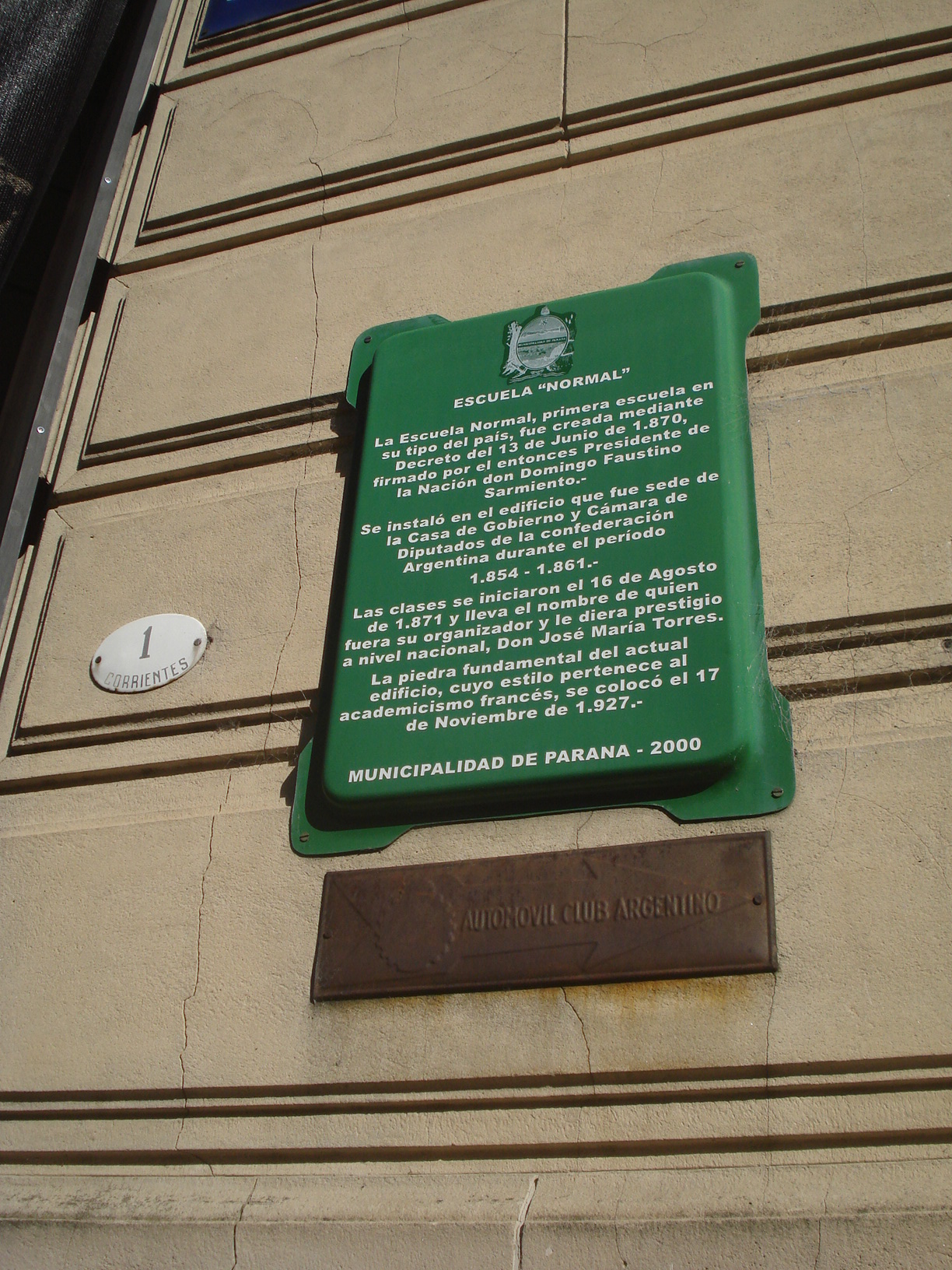
En Paraná, un cartel recuerda el solar donde sesionó la Cámara de Diputados de la Confederación Argentina; allí también se ubicó la Casa de Gobierno. Actualmente funciona allí la Escuela Normal "José María Torres".

Ante la dualidad de gobiernos, el de la Confederación Argentina, integrado por trece provincias y reunido en Paraná, y el de Buenos Aires, surgido tras la revolución septembrista, Rawson aseguraba en varias cartas privadas estar muy desconsolado con el nuevo programa. Sostenía que el aislamiento de Buenos Aires llevaría a la Confederación a la ruina y bregaba por la unificación de ambos gobiernos. A finales de 1854, Rawson fue elegido como diputado para representar a San Juan en el Congreso de Paraná. En un principio, hacia 1855, pensó rechazar el cargo, ya que no comulgaba con las ideas políticas de su provincia; sin embargo, sus amigos lo convencieron de que debía acudir. De esta forma, el 10 de mayo de 1856, el Congreso aprobó el diploma de diputado presentado por Rawson; unos días más tarde, fue nombrado vicepresidente de la cámara.
Rawson formaba parte de la comisión de negocios constitucionales, lugar desde donde se destacó analizando las constituciones provinciales, las cuales debían ser revisadas por el Congreso antes de entrar en vigencia. Sin embargo, la figura de Rawson sobresalió al discutirse la Ley de Derechos Diferenciales, impulsada por Urquiza, que buscaba aislar y dejar en la ruina a Buenos Aires, para que esta se uniese a la Confederación; la ley proponía la cobranza de un impuesto a todos aquellos barcos que hubieran llegado a los puertos de la unión haciendo escala en Buenos Aires o en Montevideo, dejando sin gravamen a aquellos buques que llegaran sin escalas. De esta forma se buscaba beneficiar a los pequeños puertos del Litoral a costa de Buenos Aires, que perdería así su fuente principal de ingresos. En la sesión del 26 de junio de 1856, Rawson se opone firmemente al proyecto y solicita que se aplace la discusión [...] por un tiempo racionalmente limitado; sin embargo, las sesiones continúan y se ve obligado a justificar su voto negativo.
Rawson presenta sus argumentos, sostieniendo que la aplicación de dichas medidas había provocado grandes males en el pasado y que perjudicaría la economía de la Confederación. Plantea también que dicha ley chocaba contra los principios liberales de la Constitución, ya que atenta contra el comercio libre que se promueve en la misma; además, dice que si el Congreso la aprobara, traicionaría el primero de sus deberes, el de respetar y cumplir aquella ley suprema. Creía también que dicha ley pecaba por impolítica, dada la situación especial de la República, y que la única forma de incorporar a Buenos Aires era mediante la paz. En su discurso ante la Cámara, Rawson dice que no basta declarar la paz en las palabras; es necesario que ese noble pensamiento se traduzca en los hechos de nuestra política y destaca que ese es el trabajo de quienes anhelamos la [...] reconstrucción nacional. Finalmente, sostuvo que si tuviera la dañina intención de mutilar á mi patria, profundizando el abismo que nos separa de Buenos Aires, también, señores, yo votaría por esa ley. Si bien Rawson no fue el único que se opuso a la ley, ya que tanto Vicente Quesada, Saturnino Laspiur y Pedro Antonio Pardo hicieron lo propio, la Cámara decretó la sanción de la misma.
Rawson participó también en otros debates que tuvieron lugar en la Cámara, entre los que se destacaron el de aduana, de finanzas, de caminos y de instrucción pública. En un debate acerca de educación, sostiene que el Congreso no debe proceder con mezquindad al votar la cantidad [de dinero] que ha de invertirse en ella. Posteriormente, se generó en el Congreso un debate en torno a Alfredo du Graty, electo diputado suplente por la provincia de Tucumán; en un principio, se discutió su admisión a la cámara y, luego, su expulsión de la misma, por no ser ciudadano argentino. Rawson, por su parte, se sentía atraído por la idea de que un extranjero mediara en las luchas políticas nacionales, por lo que propuso que du Graty tuviese una participación en el Congreso. El doctor Guillermo Rawson se inició en la respetable logia Unión del Plata Nº 1, el 1 de julio de 1856, meses antes de la constitución de la Gran Logia de la Argentina y también participó de la logia San Juan de la Frontera. Formó parte de las comisiones masónicas para ayudar a las víctimas de epidemias, además de organizar el cuerpo masónico de ayuda a heridos, en 1880.

### Senador provincial y nacional
Tras la derrota militar de Urquiza en la batalla de Pavón, ocurrida el 17 de septiembre de 1861, Rawson se instaló en la ciudad de Buenos Aires, a la que llamó el cerebro y el corazón de la República en un brindis en Paraná. Los políticos porteños, conocedores de las ideas de Rawson, le ofrecieron una banca en el senado provincial, que fue aceptada por el sanjuanino. Durante su corta estadía en dicha legislatura, se destaca su participación en el debate de un proyecto que autorizaba al poder ejecutivo provincial a invitar a las provincias a reunirse en congreso; en aquella ocasión, un grupo de senadores solicitó que las autoridades nacionales no pudieran establecerse, bajo ninguna circunstancia, en el territorio provincial. Rawson, opuesto a dicha propuesta, sostuvo que las autoridades nacionales y provinciales podrían convivir, durante un tiempo limitado, en el mismo territorio, sin perjuicio de los principios de la constitución nacional. Un tiempo después, Rawson hizo triunfar su posición en el Congreso Nacional.
Cinco meses después, ya en 1862, la legislatura de San Juan lo nombró senador nacional por la provincia; ocupando dicho cargo, se destacó su participación en el debate acerca del lugar de residencia de las autoridades nacionales, durante el cual pronunció dos discursos. Tras la batalla de Pavón, el Estado de Buenos Aires y la Confederación Argentina se unieron como una sola nación; ante este hecho, comenzó a debatirse en qué lugar debían residir, en forma permanente, las autoridades nacionales. En dichas sesiones, los senadores Valentín Alsina, Salvador María del Carril, Rufino de Elizalde y José María Cullen propusieron que se seleccionara un nuevo territorio para la capital, en el cual las autoridades debían establecerse en un plazo máximo de cinco años, residiendo temporalmente en Buenos Aires; los tres primeros propusieron, en un principio, la federalización de la región de San Nicolás, mientras que Dalmacio Vélez Sarsfield propuso que se hiciera lo dicho con el pueblo de San Fernando. Rawson, por su parte, sostenía que la federalización de cualquier provincia contrariaba no solo el espíritu, sino la letra del código fundamental, por lo que propuso que las autoridades nacionales y provinciales coexistieran, por un tiempo limitado, en Buenos Aires. Su posición fue sancionada con fuerza de ley al año siguiente, en 1863, manteniéndose vigente hasta 1880.

## Etapa como ministro del Interior

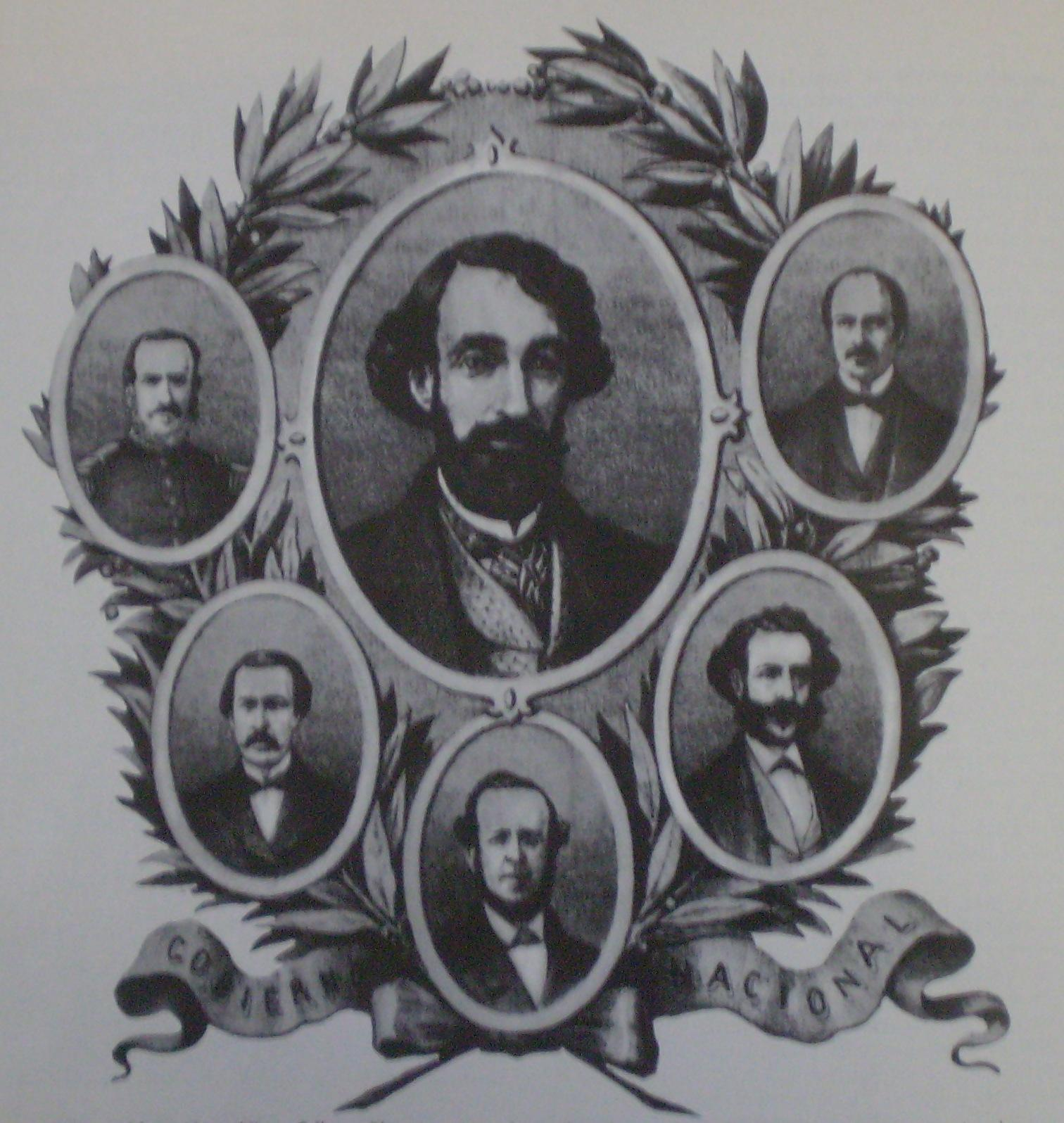
El gabinete del presidente Mitre, según un grabado de H. Meyer: J. A. Gelly y Obes, Guerra y Marina; L. González, Hacienda; G. Rawson, Interior; R. de Elizalde, Relaciones Exteriores; y E. Costa, Justicia.

El 5 de octubre de 1862, Bartolomé Mitre fue elegido como presidente de la Nación unánimemente, mientras Marcos Paz superaba a Antonino Taboada para el cargo de vicepresidente. El 12 de octubre asumieron los ministros de gobierno: Rawson (Interior), R. de Elizalde (Relaciones Exteriores), D. Vélez Sarsfield (Hacienda), E. Costa (Justicia) y J. A. Gelly y Obes (Guerra y Marina). Todos los ministros se adherían a las políticas del presidente, excepto Vélez Sarsfield, quien se vio obligado a renunciar al poco tiempo; fue reemplazado por Lucas González, en septiembre de 1863.
Durante su presidencia, Mitre, apoyado por Rawson, comenzó a hacer uso de las intervenciones federales a las provincias, cuyo objetivo era que el gobierno nacional asegurase la paz en los entes provinciales. Sin embargo, este recurso fue utilizado como un instrumento político frecuente, tal como lo expresaría el propio Rawson en 1875, cuando dijo que si los que la piden son nuestros amigos, debe intervenirse, pero si son enemigos de la administración nacional, la intervención no debe concederse.

### Obras de gobierno
Tanto Mitre como Rawson sostenían que se necesitaba ampliar la frontera contra el indio, aunque diferían en cómo logralo. Mitre creía que esta estaba delimitaba por la ocupación efectiva y en propiedad de la tierra; además, explicaba que los indios habían recuperado las tierras de los enfiteutas porque estas no habían sido ocupadas. Rawson, por su parte, creía que la frontera de hierro, constituida por el ferrocarril, coincidía con la colonización del desierto; es por esto que desde su cartera impulsó la construcción de líneas férreas, como también de líneas telegráficas y del servicio postal. Además, Mitre y Rawson vieron con buenos ojos la llegada de inmigrantes, que se producía en forma espontánea y superaba sus expectativas; estos se asentaron principalmente en la provincia de Buenos Aires, aunque otros los hicieron en Entre Ríos y en Santa Fe. Una excepción fue el asentamiento de una colonia de galeses en el valle inferior del río Chubut, la cual fue planificada, y recibió el apoyo de Rawson.
El Congreso Nacional requería un nuevo lugar físico donde sesionar. Es por esto que, el 12 de marzo de 1863, Rawson aprobó y firmó los planos y el presupuesto para la construcción del edificio, que estuvo a cargo del arquitecto cordobés Jonás Larguía. El Palacio Legislativo se ubicaría en la esquina de las calles Balcarce y Victoria (actualmente Hipólito Yrigoyen), donde antiguamente se encontraba el antiguo fuerte de la ciudad. La inauguración se llevó a cabo el 12 de mayo de 1864, con la presencia del Presidente Mitre. Ese mismo año, Rawson pidió la sanción de una ley que regulara las intervenciones federales a las provincias; en esa ocasión, el sanjuanino dijo que con motivo de las relaciones políticas con las provincias, necesito encarecer nuevamente al Honorable Congreso la urgencia de una ley que, de acuerdo con la Constitución, determine los casos y establezca la manera de que el Gobierno federal debe intervenir en el territorio de las provincias.

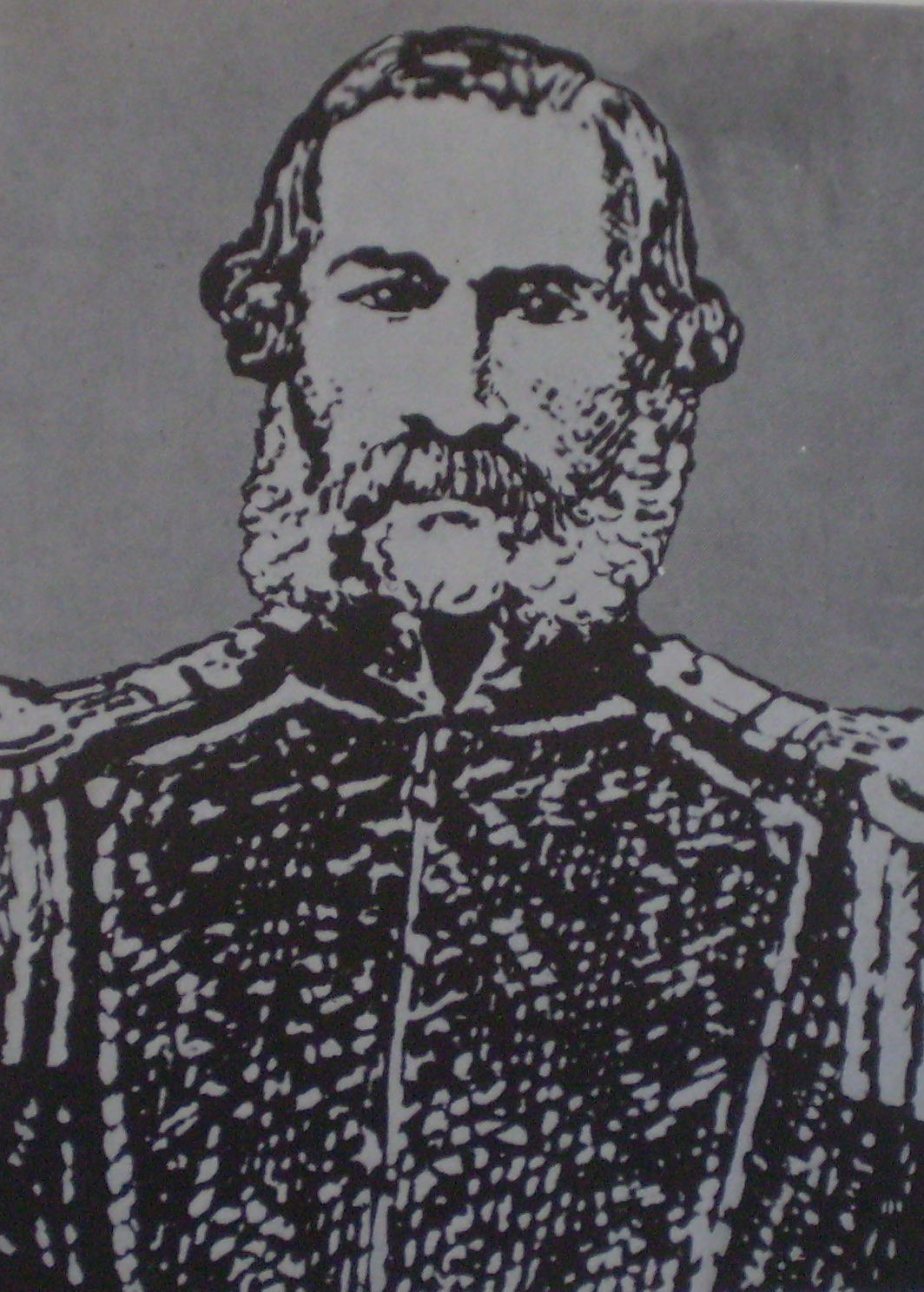
El asesinato de Ángel Vicente Peñaloza marcó negativamente la relación entre Rawson y Sarmiento.

En 1863, el caudillo riojano Ángel Vicente Peñaloza, más conocido con el apodo de el Chacho, intentó sublevar a las provincias de Cuyo contra la política centralista de Mitre. Sarmiento, en ese entonces gobernador de San Juan, declaró el estado de sitio y encabezó la lucha contra Peñaloza, quien había invadido la provincia. Este fue derrotado en Caucete y se resguardó en Olta, La Rioja, donde fue asesinado por el mayor Pablo Irrazábal; sin embargo, Sarmiento no había ordenado la ejecución. El gobierno de la nación culpó al gobernador por la muerte de Peñaloza; Mitre sostuvo que la represión debería haber sido policial en lugar de militar, mientras que Rawson pidió la renuncia de Sarmiento, esgrimiendo que solamente el gobierno nacional podía declarar el estado de sitio. De esta forma, Sarmiento se vio obligado a renunciar a la primera magistratura en 1864. El debate entre Sarmiento y Rawson por la muerte de Peñaloza surgiría nuevamente en 1875, en ocasión del debate de la Ley de Amnistía General.
En 1864, el ministerio acordó con la provincia de La Rioja la construcción de un camino que comunicara la capital provincial con la localidad de Cruz del Eje, en Córdoba; esto le permitiría a la provincia cuyana una comunicación más fluida con la capital cordobesa y con el poblado de Chilecito, también en La Rioja. El 16 de septiembre, Rawson le comunicó al gobernador Julio Campos que el ministerio había firmado con Raúl Legout la construcción del tramo Cruz del Eje - Llanos del Chañar; el 20 de octubre, Rawson se contactó nuevamente con Campos, comunicándole que el gobierno provincial podía contratar a quien creyera conveniente para la construcción del tramo entre Llanos del Chañar y La Rioja, y que los gastos de la obra serían cubiertos por el ministerio.

#### Intervención federal en Córdoba
Hacia 1865, Rawson actuó como interventor federal en la provincia de Córdoba, la cual había sido solicitada por el gobernador Roque Ferreyra. Tras la asunción de Ferreyra en 1863, la situación política se volvió tensa, ya que comenzaron a aparecer varios opositores, en su mayoría autonomistas, entre los que se destacaba Justiniano Posse, quien había sido gobernador entre 1862 y 1863. Posse planeó una revolución para el 2 de junio de 1865, con el objetivo de derrocar a Ferreyra; sin embargo, el gobernador fue avisado y preparó las milicias, que sofocaron la revolución en forma violenta.
Posse se refugió en la casa de Saturnino Laspiur, quien se desempeñaba como juez federal. Sin embargo, el ministro de gobierno de Ferreyra ordenó el allanamiento de la vivienda y Posse fue capturado por un grupo de soldados, que se dispondrían a llevarlo a prisión; a pesar de esto, otro grupo de soldados atacó al exgobernador, causándole la muerte. Ferreyra fue duramente criticado, por lo que solicitó la intervención de la provincia. El gobierno nacional le encomendó la intervención a Rawson, quien decidió mantener al gobernador en su puesto; posteriormente la declaró en suspenso y luego el tema pasó al olvido con el estallido de la guerra de la Triple Alianza.

#### Asentamiento de la primera colonia galesa en la Patagonia

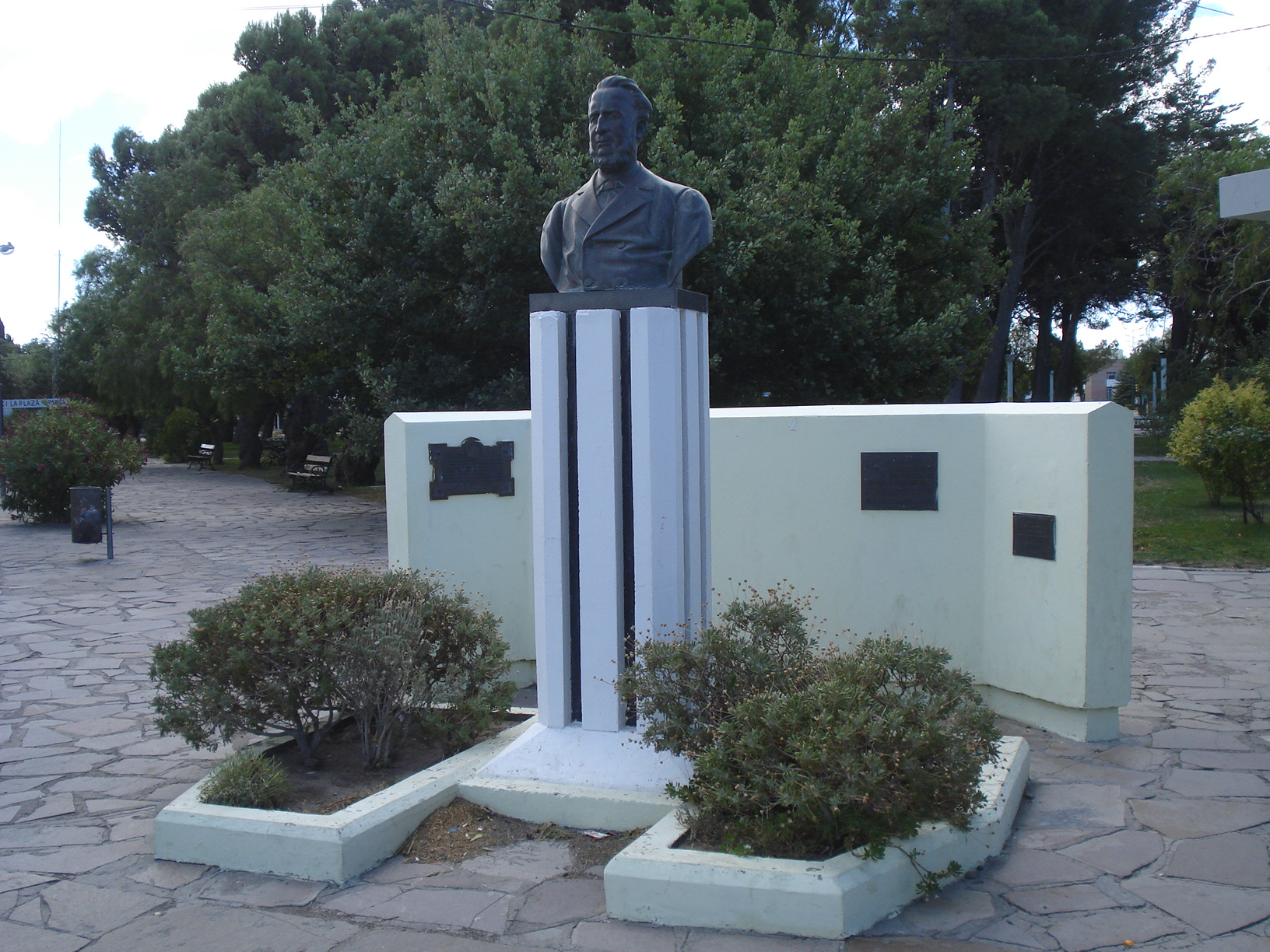
En Rawson se erige un monumento a Guillermo Rawson, el cual fue inaugurado el 12 de octubre de 1936 en la plaza principal de la ciudad.

La Comisión de Emigración de Liverpool había designado a Lewis Jones y al capitán Love Jones Parry para negociar con el gobierno argentino la instalación de una colonia galesa en la Patagonia. El barco partió en noviembre de 1862, pero sin Parry, quien fue reemplazado por Thomas Duguid, un comerciante oriundo de Liverpool; Parry solamente pudo embarcarse en diciembre de ese mismo año. Jones y Duguid presentaron un proyecto ante el Ministro Rawson, con el que buscaban crear una ciudad autogobernada por los propios galeses; Rawson rechazó el proyecto, esgrimiendo que la Argentina no podía ceder su soberanía sobre la Patagonia. Tras tres semanas de negociaciones, los galeses cedieron en sus pretensiones iniciales y ambas partes llegaron a un acuerdo; este establecía la creación de la colonia, que no sería independiente.
Parry llegó al país en enero de 1863. El 18 de ese mismo mes se embarcó, junto a Jones, hacia Carmen de Patagones, donde los esperaba Julián Murga, quien les proveería de caballos, provisiones y de guías, acatando las órdenes de Rawson. Continuaron su viaje en una goleta e inspeccionaron el Valle Inferior del Río Chubut, dando el visto bueno para el asentamiento de la colonia. Tras regresar a Buenos Aires, firmaron el acuerdo con el gobierno argentino el 25 de marzo de 1863. Sin embargo, la situación se debatió arduamente en el Senado y tuvo una firme oposición. Uno de los opositores fue Félix Frías, quien temía que los colonos no respetasen la religión oficial y destacaba la peligrosa cercanía con las Islas Malvinas, bajo dominio británico, sosteniendo que la Patagonia podía perderse a manos de los extranjeros. La resistencia fue tal que el proyecto fue rechazado; sin embargo, Rawson logró que la colonia se instalase, amparándose en una ley que permitía que el presidente le entregase tierras a todo aquel que deseara trabajarlas.
El nombre de Caer Antur (del galés: Fuerte Aventura) fue reemplazado por el de Trerawson (del galés: Pueblo de Rawson) o simplemente Rawson, en honor a las gestiones realizadas por el ministro para la instalación de la colonia. La fundación oficial recién se llevó a cabo el 15 de septiembre de 1865, cuando se inició la distribución y construcción de las casas y calles, ante la presencia de Julián Murga. El agrimensor J. V. Díaz fue el encargado de delimitar el trazado del pueblo y las tierras cedidas por el gobierno nacional. Sin embargo, la situación económica de la colonia fue difícil durante los primeros años, ya que los inmigrantes desconocían cómo cultivar la tierra y cómo criar el ganado, ya que en su mayoría eran mineros; la situación mejoró a partir de 1867, cuando comenzaron a implementar un sistema de riego con zanjas y con la ayuda económica conseguida por Rawson.

### Guerra del Paraguay, Junta de Ministros y sucesión presidencial

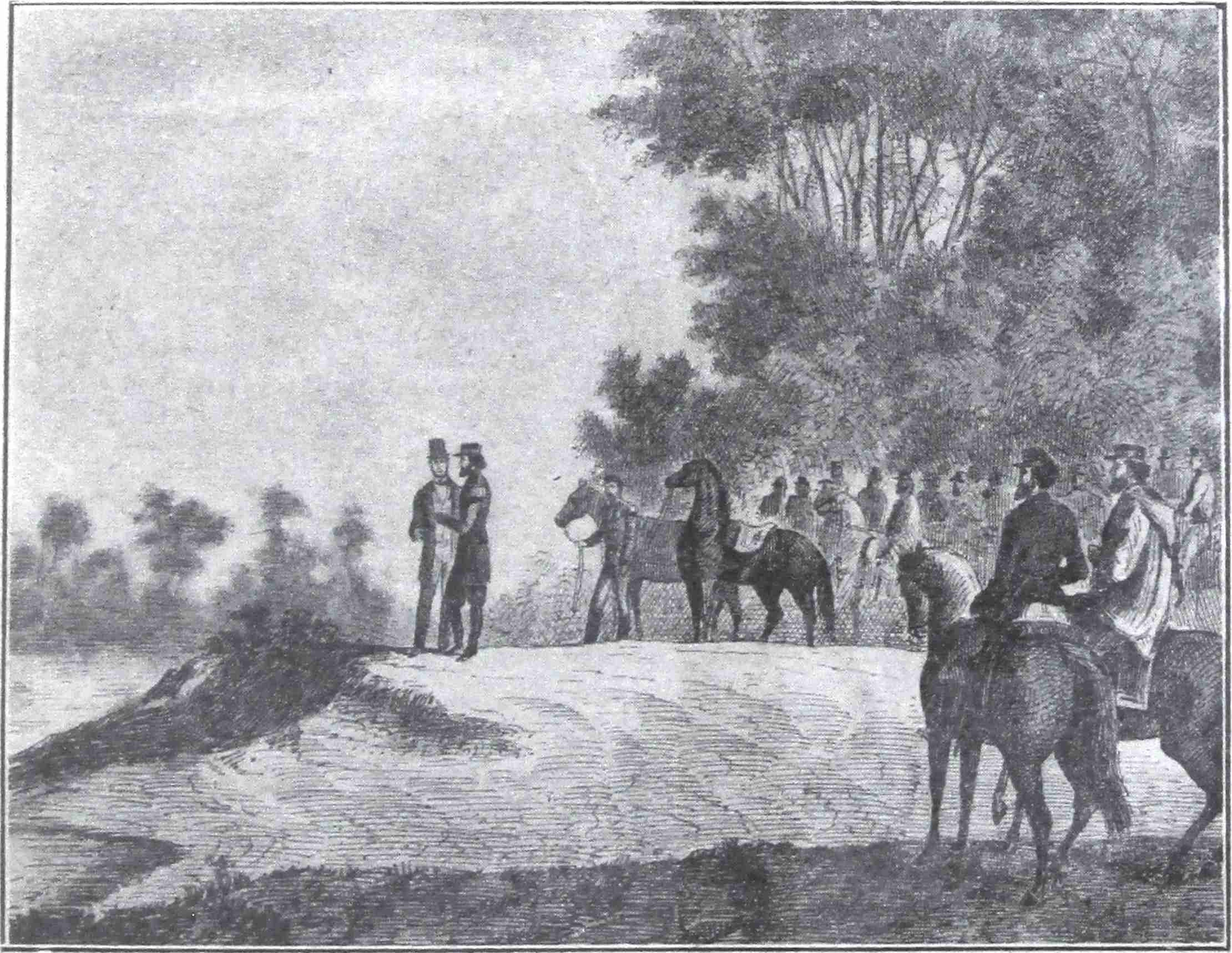
El general en jefe del ejército aliado brigadier general Bartolomé Mitre fue con Guillermo Rawson, Ministro de Interíor de la República Argentina, a visitar Paso de la Patria, el lugar del combate del 31 de enero de 1866.

A principios de diciembre de 1864, las tropas del caudillo colorado Venancio Flores y las del Imperio del Brasil, al mando del marqués de Tamandaré, sitiaron la ciudad de Paysandú. A pesar de una resistencia heroica de los militares blancos, liderados por Lucas Píriz y Leandro Gómez, la ciudad fue tomada en enero de 1865. El 14 de ese mismo mes, Francisco Solano López, presidente del Paraguay, solicitó al gobierno argentino la autorización para atravesar la provincia de Corrientes, en una expedición hacia Río Grande, en el Brasil; el presidente Mitre se negó, alegando mantener la neutralidad. El 18 de enero, el Congreso paraguayo declaró la guerra a la Argentina, aunque el comunicado con esta noticia solamente llegó a Buenos Aires en mayo. Entretanto, el 13 de abril, las tropas paraguayas tomaron la ciudad de Corrientes.
Ante esta situación, el presidente Mitre decidió marchar hacia el Paraguay, poniéndose al mando de las tropas aliadas tras una ardua negociación con Pedro II, emperador del Brasil. El 17 de junio, el Congreso Nacional promulgó una ley que autorizaba a Mitre a comandar el ejército de la Alianza, delegando el poder en su vicepresidente Marcos Paz. Paz mantuvo todo el gabinete, exceptuando el ministerio de Guerra y Marina, en el que el coronel Julián Martínez reemplazó a Juan Andrés Gelly y Obes, quien se encontraba en el Paraguay comandando al ejército. A principios de 1867, y ante la Revolución de los Colorados en Cuyo, Paz requirió la presencia de Mitre en Buenos Aires, lo que quedó plasmado en una carta enviada por el primero el 16 de enero de aquel año, en la que decía que yo no gobierno, es preciso que venga usted para hacerlo; además, tanto Elizalde como el propio Rawson le solicitaron lo mismo a Mitre.

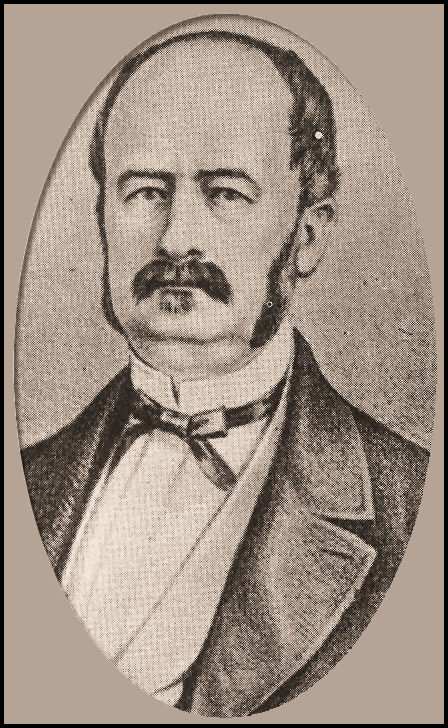
Marcos Paz, el presidente en ejercicio ante la ausencia de Mitre, falleció en el cargo en enero de 1868. Ante esta situación, Rawson y el resto de los ministros gobernaron interinamente durante un corto período.

De esta forma, Mitre regresó a Buenos Aires en febrero de 1867. Allí se encontró con la renuncia de Paz, la cual rechazó exigiéndole que continuase, ya que era su responsabilidad como vicepresidente. Tras el regreso de Mitre al frente, comenzaron a surgir las precandidaturas presidenciales en vista de las elecciones que se llevarían a cabo en 1868. La primera en surgir fue la de Sarmiento, mencionada por primera vez en marzo de 1867 por el diario La Tribuna, seguida por las de Taboada, Alberdi y A. Alsina. Dentro del propio gabinete oficialista surgieron dos candidaturas, la de Rawson y la de Elizalde; la del primero parecía contar con el apoyo moral y material de Paz, mientras que el segundo buscaba conseguirlo. A pesar de que ambos esperaban que el liberalismo los proclamase como candidatos por el partido, Elizalde aseguró que contaba con el apoyo de Mitre, quien aún no se había pronunciado.
En este marco, comenzaron a surgir algunos conflictos entre Elizalde y Rawson, ahora candidatos opuestos. Consciente de que no lograría el apoyo de Paz, Elizalde denunció las buenas relaciones que existían entre el vicepresidente y Adolfo Alsina, gobernador autonomista de Buenos Aires y aspirante a la presidencia, las cuales no fueron vistas con buenos ojos por los mitristas; ante las acusaciones del ministro, Paz decidió presentar su renuncia ante el Congreso, la cual fue rechazada en junio de aquel año. Tras esto, José María Gutiérrez, director del diario oficialista La Nación Argentina e impulsor de la candidatura de Elizalde, se vio envuelto en una fuerte polémica con Paz, quien a pesar de recibir el apoyo de Mitre solicitó al Congreso la realización de un juicio político en su contra; opuestos a esta decisión, los ministros Costa y Elizalde presentaron sus renuncias, que rechazadas en un principio por Paz, finalmente se hicieron efectivas en septiembre. En su lugar, Paz designó a José Evaristo Uriburu y a Marcelino Ugarte, respectivamente.
Ya fuera del gobierno, Elizalde continuó con las injurias hacia el vicepresidente, atacando también a Rawson; además, criticó las candidaturas de Alsina, Urquiza y Sarmiento. En ese momento, ni la candidatura de Rawson ni la de Taboada habían logrado avances reseñables, como tampoco la de Alberdi. En este marco, las principales candidaturas eran las de Sarmiento, Elizalde, Alsina y Urquiza. Hacia noviembre de 1867, Mitre le envió una carta a Gutiérrez, posteriormente mal llamada testamento político, en la que analizaba las cuatro candidaturas principales, sin descartar completamente las otras; en rasgos generales, a pesar de que no se inclinaba directamente por ninguna candidatura y aseguraba que no haría pesar su influencia en las elecciones, Mitre descalificó tanto a Alsina como a Urquiza, brindándole su apoyo a Elizalde. En la carta, sostenía que Elizalde, Sarmiento, Rawson, debían surgir candidatos en elecciones libres y en las condiciones indicadas; a su vez, se preguntaba ¿Quién será presidente? Mansilla dice Sarmiento, usted dice Elizalde. Conesa dice Alsina... y Luque hace coro. Otro diría Rawson.
Hacia fines de diciembre de 1867, el vicepresidente Marcos Paz se ve afectado por el cólera. El 1 de enero de 1868, Rawson le envió una carta a Mitre, quien se encontraba en el campamento de Tuyú Cué, diciéndole: Apenas tengo la esperanza de salvarle la vida. Al día siguiente, Paz falleció en su casa de San José de Flores. Tras la defunción de Marcos Paz, y ante la ausencia de Mitre, Rawson debió hacerse cargo de la presidencia.
En Buenos Aires, un batallón del Ejército había tenido al menos un caso de cólera. Aun con ese antecedente, Guillermo Rawson (que era médico higienista), autorizó como ministro del Interior que el batallón marchara hacia el norte del país. De esta manera, la epidemia que asolaba a Buenos Aires se propagó al resto del país, vía terrestre.
Antes de asumir su interinato, se produjo en Rosario una revolución pre-electoral en diciembre de 1867. Un grupo de dos mil gauchos tomó la ciudad, apoyado por la Iglesia, con la intención de derrocar al gobernador Nicasio Oroño, un anticlerical, y conseguir la provincia para Urquiza. Días más tarde, ya durante el interinato de Rawson, se produjo una nueva revolución, esta vez en la ciudad de Santa Fe. Los rebeldes amenazaron a Oroño para que huyera de Santa Fe, bajo amenaza de degüello. El escritor estadounidense David Rock señala que Rawson ordenó el envío de tropas para auxiliar al gobernador; estas llegaron a Rosario en un barco de la Guardia Nacional y se enfrentaron con los rebeldes, quienes fueron derrotados. Sin embargo, el escritor J. F. Armagnague destaca que no hubo necesidad de violencia y que los rebeldes se rindieron pacíficamente. En su libro Historia del derecho: presidencias de Mitre, Sarmiento y Avellaneda, Armagnague señala que Oroño pidió la intervención federal y que Francisco Pico fue nombrado interventor, recibiendo órdenes de Rawson. Sin embargo, Pico no cumplió con las órdenes recibidas y fue reemplazado por Eduardo Costa, quien llegó a un acuerdo con las tropas santafecinas, que se sometieron pacíficamente.
Sin embargo, tras la reasunción de Mitre, este reconvocó a los renunciantes e intentó desplazar a Rawson, reemplazándolo por Domingo Faustino Sarmiento. Tras esto, Rawson se vio obligado a renunciar.
Los comicios presidenciales de 1868 estuvieron marcados por la ausencia de varios electores, que totalizaron veintidós (los diez de Tucumán y los doce de Corrientes). A pesar de esto, las elecciones se realizaron y resultaron elegidos Sarmiento, para presidente, y Alsina, para vicepresidente. Los resultados fueron los siguientes: en la elección de presidente, Sarmiento obtuvo setenta y nueve votos, Urquiza veintiséis, Elizalde veintidós, Rawson tres y Vélez Sarsfield uno; para vicepresidente, Alsina consiguió ochenta y dos, Paunero cuarenta y cinco, Ocampo dos, Alberdi uno y de las Carreras uno.

## Política e higiene

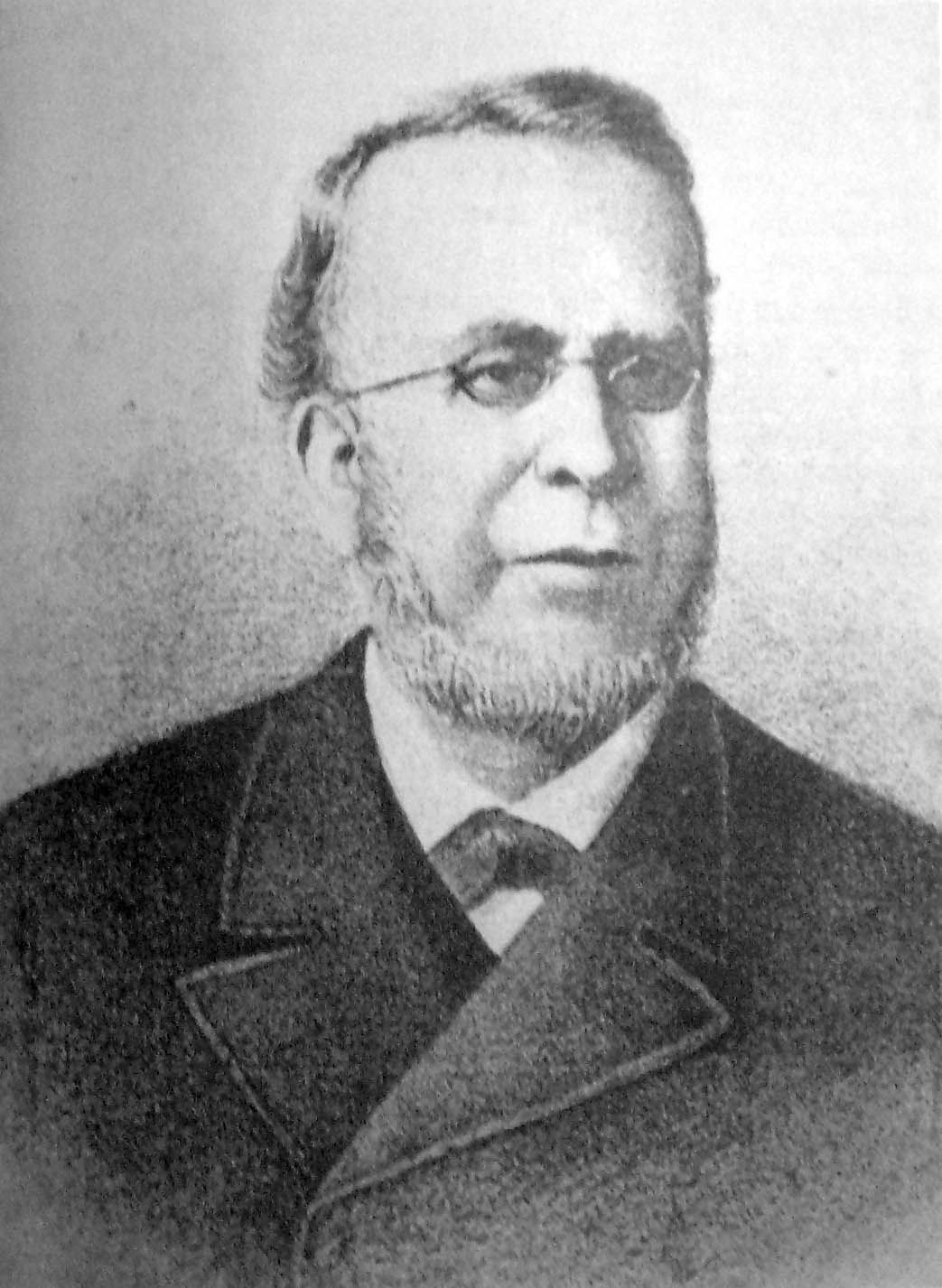
Rawson es considerado el primer higienista de su país.

Tras renunciar a la cartera del Interior, Rawson representó a Buenos Aires en la Convención Constituyente de 1870; luego ejerció los cargos de diputado y senador nacional por su provincia natal, San Juan, a partir de 1870 y de 1874, respectivamente. Tras las epidemias de fiebre amarilla que se sucedieron en Buenos Aires entre 1870 y 1871, Rawson se dedicó al estudio de las epidemias, de las enfermedades y de la higiene; de las epidemias de fiebre amarilla, escribió lo siguiente:

Yo he presenciado, por razón de mi profesión, lo que ha sucedido en la epidemia pasada... Yo recuerdo... la soledad que se hacía en torno de los enfermos. Yo he visto abandonado el hijo por el padre, he visto a la esposa abandonar al esposo; he visto al hermano moribundo abandonado por el hermano.

Rawson colaboró en la redacción del diario franco - argentino El Americano, que se publicó entre mayo de 1872 y junio de 1874. Al ser editado en París, Francia, el periódico poseía colaboradores tanto europeos como americanos; en el primer grupo se destacaban Víctor Hugo, Emilio Castelar y Giuseppe Mazzini, entre otros, mientras que en el segundo sobresalían las figuras de Bartolomé Mitre, Ambrosio Montt Luco, José C. Paz Soldán y la del propio Rawson, entre otros.
Hacia 1873, Bolivia y Perú se enfrentaban con Chile en el marco de la guerra del Pacífico. Aprovechando la tensión que existía entre Chile y Argentina por los conflictos territoriales en la Patagonia, el gobierno del Perú le propuso al argentino su adhesión al Tratado de Alianza Defensiva, también conocido como Tratado Secreto, firmado entre Perú y Bolivia el 6 de febrero de ese año. El asunto fue tratado en ambas cámaras del Congreso, y finalmente fue rechazado. Rawson, por su parte, se desempeñaba como diputado y fue uno de los que se manifestó en contra de la adhesión, sosteniendo que una alianza defensiva finalizaría en una guerra, tal como le manifestó a Plácido Sánchez de Bustamante en una carta; además, creía que el Perú intentaba aprovechar las diferencias políticas entre Argentina y Chile en su favor. No veía beneficios para su país, ya que la superioridad naval chilena bloquearía el comercio, y condenaba una política agresiva contra un país hermano, con el cual se había logrado la independencia.
En 1875, Sarmiento comparó las discusiones políticas que tenía con Rawson con las que sostenía con el político santafesino Nicasio Oroño, ex gobernador de su provincia, diciendo que cuando me operaba el médico, sentía el escalpelo manejado por mano culta y profesional. Esta vez era el "alfajor" del desollador de saladero, que sentía correr por mis costillas. Ese mismo año, Rawson y Sarmiento se enfrentaron por la Ley de Amnistía General, que buscaba perdonar a los mitristas que tomaron parte en la Revolución de 1874. El proyecto de ley, presentado por el diputado Rafael Igarzábal, fue aprobado por la Cámara de Diputados. Pasó al Senado, donde se le introdujo una pequeña modificación, por lo que regresó a Diputados; se insistió con el proyecto original, que finalmente fue aprobado por la Cámara de Senadores. Sin embargo, se destacó el debate entre Rawson y Sarmiento, en el que afloraron viejas rencillas entre ambos.
| El jefe, lo toma, lo mata y pone sobre un palo la cabeza del viejo Chacho con su barba blanca encanecida; y como era conocido por todos, hasta por las plantas que lo rodeaban, lo pusieron para terror y espanto de los demás montoneros. Esto también, esto también fue una irregularidad. — G. Rawson en el Senado de la Nación Argentina, dirigido a D. F. Sarmiento. |

Rawson promovía una amnistía de amplio alcance. No conforme con esto, acusó a Sarmiento de ser el culpable del asesinato del Chacho Peñaloza, diciéndole que eso de cortarle la cabeza a un hombre que se toma prisionero indefenso es una irregularidad; además, criticó su presidencia, calificando sus actos de represión y fuerza como los causantes de la revolución. Sarmiento no se quedó atrás, diciéndole a Rawson que los responsables del asesinato de Peñaloza habían sido Mitre, Elizalde, Rawson, Paunero, Costa, Arredondo, e Irrazábal; esta posición se debía, en parte, a su enemistad con Mitre, por lo que se oponía a la amplia amnistía propuesta por Rawson. A pesar de la oposición de Sarmiento, el proyecto fue aprobado y sancionado como la ley n.º 714, promovida el 22 de julio de 1875.
En cuanto a la medicina, Rawson fue el primer profesor de higiene del país. Con él se inician los estudios de esta disciplina, en especial con carácter social y vinculados con el aspecto demográfico. Sus lecciones, editadas en París en 1876, se ocupaban en especial de los problemas de higiene en la Argentina y en particular de Buenos Aires. En ese mismo año participó en un Congreso en Filadelfia realizado durante la Exposición del Centenario de EE. UU., presentando su trabajo Estadística vital de la ciudad de Buenos Aires, un desarrollo muy importante para la época.
En abril de 1879, Rawson fue aceptado como miembro de la American Antiquarian Society.

El 10 de junio de 1880, Rawson creó, junto a Toribio Ayerza, la Cruz Roja Argentina.

El 12 de agosto de 1864, Jean Henri Dunant organizó el primer grupo de voluntarios para ayudar a heridos de guerra, organización que recibió el nombre de Cruz Roja Internacional; a partir de ese momento, comenzó a expandirse por el mundo con la instalación de agencias y oficinas. Ese mismo año, se realizó el Primer Convenio de Ginebra, el cual fue ratificado por el presidente Nicolás Avellaneda en 1879. Al año siguiente, más precisamente el 10 de junio, Rawson y Toribio Ayerza, también médico, fundaron la Cruz Roja Argentina, designándose como primer presidente a Pedro Roberts. Por su labor, tanto Rawson como Ayerza recibieron el título de presidentes honorarios.
En 1883, Rawson publicó su Estudio sobre las casas de inquilinato de Buenos Aires, en el cual analizó las condiciones de vida de quienes habitaban en estas viviendas, también llamadas conventillos; además, sostenía que de ellos surgirían el socialismo, la revolución y el anarquismo.

## Últimos años y fallecimiento

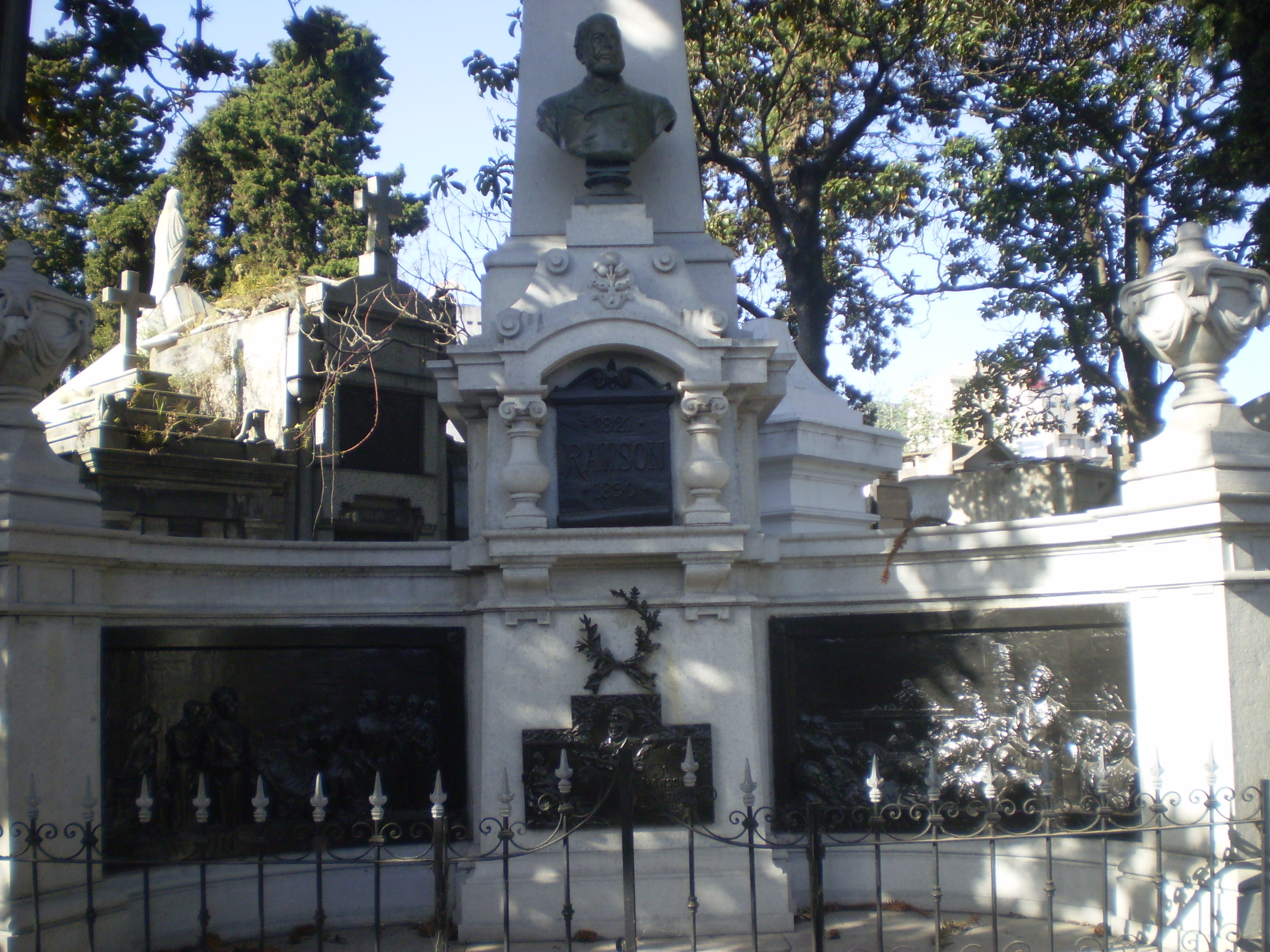
La tumba de Guillermo Rawson, ubicada en el Cementerio de la Recoleta, fue declarada Monumento Histórico Nacional en 1946.

Hacia 1881, Rawson se vio afectado por una enfermedad ocular, que lo obligó a trasladarse a París para someterse a un tratamiento médico. Residió en Francia durante un año, regresando a la Argentina tras completar el tratamiento. Trabajó principalmente en su Cátedra de Higiene y en su consultorio particular, los cuales no le redituaban muchos beneficios. En 1883, año en que se retiró de la enseñanza, y ante su mala situación económica, el Congreso Nacional le otorgó una pensión honorífica, en mérito a los servicios prestados a la Patria; sin embargo, Rawson no utilizó todo el dinero para su uso personal, sino que destinó parte de este para establecer un premio anual para el mejor trabajo sobre higiene presentado en la Facultad.
Sin embargo, la enfermedad reapareció en 1885 y Rawson regresó a París para continuar con el tratamiento. Cinco años más tarde, el 2 de febrero de 1890, Guillermo Rawson falleció en Francia. Dos años después de su muerte, el gobierno nacional repatrió sus restos, traídos por su esposa, erigiéndole un mausoleo en el Cementerio de la Recoleta, con el aval de la Ley N.º 11.230; sin embargo, sus restos fueron depositados, en forma transitoria hasta la finalización del mausoleo, en la bóveda de la familia Llavallol. La inauguración del mausoleo, cuya fundición fue realizada en París por el escultor Carriere Belleuse, hijo del escultor que realizó el mausoleo de José de San Martín en la Catedral Metropolitana, fue inaugurado el 22 de septiembre de 1892.
En ocasión de su sepelio, Bartolomé Mitre dijo que [Rawson fue] superior a las vanidades de la vida y a las pompas de la muerte, fue moralmente grande por instinto y por virtud natural, encontrando la gloria sin buscarla en el camino del deber. El 31 de enero de 1946, y por medio de un decreto presidencial en cumplimiento de la Ley N.º 12.665, se declaró a su sepulcro Monumento Histórico Nacional.

## Homenajes

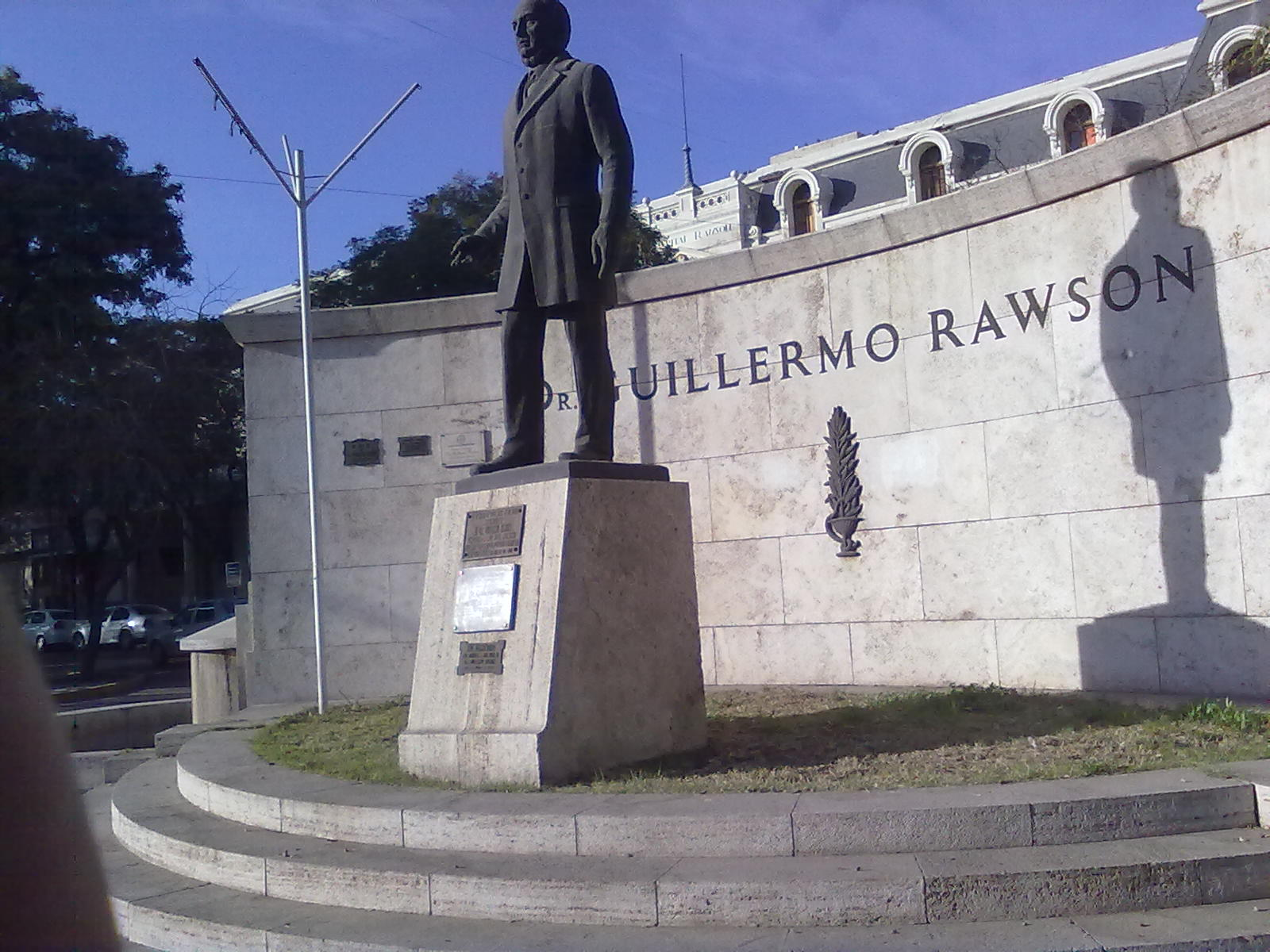
Monumento en la tierra natal de Rawson, San Juan

Dentro del barrio porteño de Agronomía se encuentra el Barrio Parque "Guillermo Rawson", que lleva su nombre en honor al médico. Fue fundado el 8 de febrero de 1934, como parte de la ley propuesta por el diputado Juan F. Cafferata, que garantizaba la construcción de casas baratas para los obreros, mediante un plan del Banco Hipotecario. En el barrio de San Telmo, también en Buenos Aires, se encuentra la Escuela "Guillermo Rawson", que fuera la primera escuela de medicina de la ciudad desde 1858; Rawson enseñó en ella y es por esto que, desde 1910, lleva su nombre en su honor. También en el barrio de Caballito se encuentra el Instituto Guillermo Rawson, un importante colegio privado que lleva su nombre, en pleno corazón de la ciudad de Buenos Aires.
Entre 1892 y 1978, año en que fue clausurado, existió en Buenos Aires un hospital que llevaba su nombre, el Hospital General de Agudos "Dr. Guillermo Rawson". Había sido creado por iniciativa de José C. Paz en 1868, con el objetivo de tratar a los heridos provenientes de la guerra de la Triple Alianza. Hacia 1884 fue elevado a la categoría de hospital y en 1892 recibió el nombre de Rawson; diez años más tarde, en 1894, llegó a ser el centro de salud más importante de la ciudad de Buenos Aires. Sin embargo, en 1978 fue desactivado y clausurado. En la ciudad santiagueña de Clodomira, ubicada en el Departamento Banda, también existe un hospital que lleva su nombre.
En la ciudad de San Juan también hay instituciones que llevan su nombre, como el Hospital Guillermo Rawson, que fue inaugurado en 1908; sin embargo, su pabellón principal (MHN) recién comenzó a funcionar en 1913. Frente a esta institución se erige el Monumento a Guillermo Rawson, en la intersección de la Avenida Rawson y la calle Córdoba; el monumento, obra del escultor Luis Perlotti, fue inaugurado en 1954. En un principio, la obra iba a ser realizada por el escultor veneciano Víctor De Pol, quien ya había esculpido sendas estatuas de Sarmiento y Aberastain; sin embargo, De Pol falleció en 1925 y la obra no fue realizada hasta 1954.

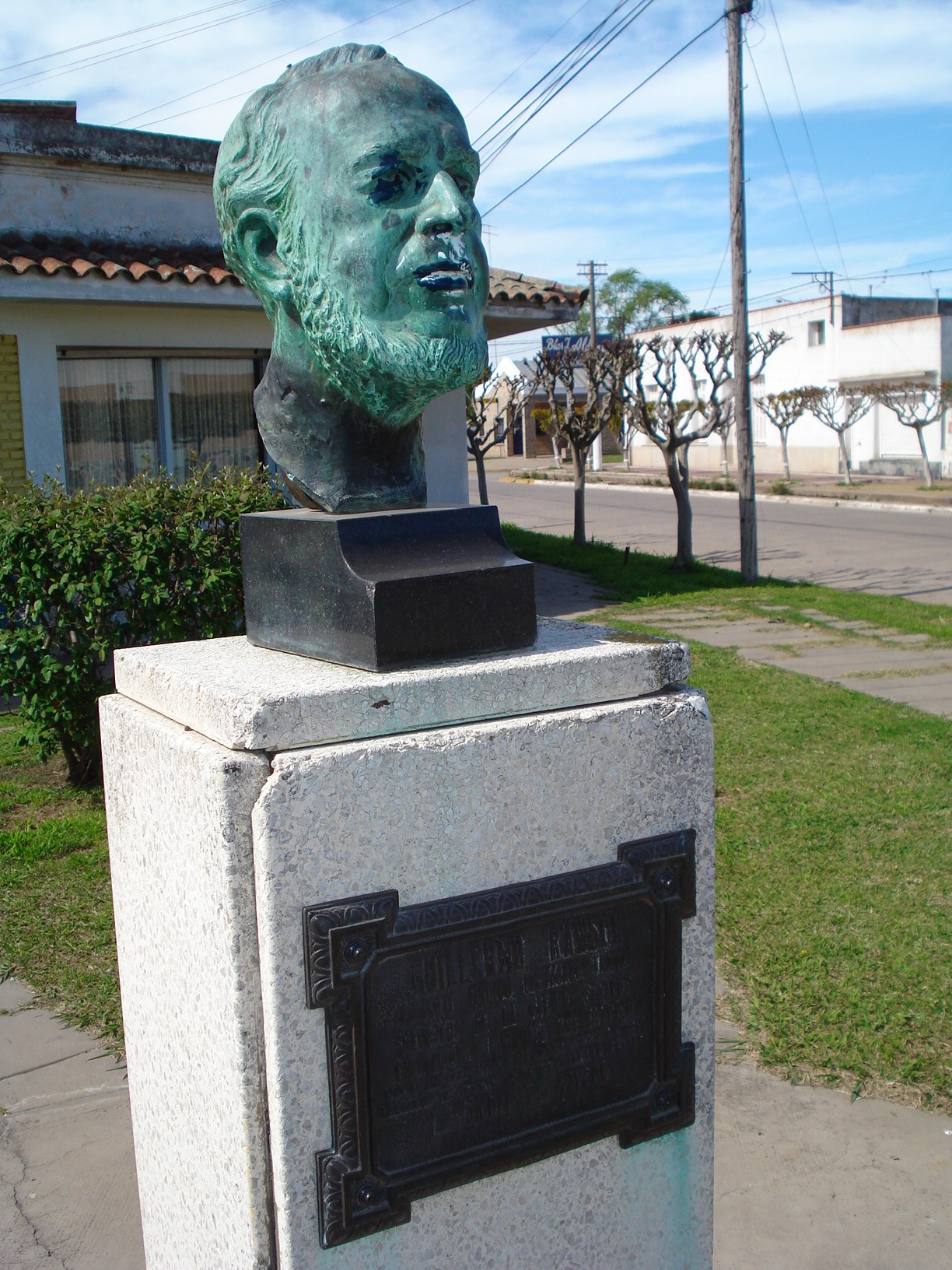
Busto de Guillermo Rawson en la localidad de Rawson, provincia de Buenos Aires.

En Buenos Aires también se erige un monumento en su honor. El Monumento a Guillermo Rawson, obra de Héctor Rocha, está realizado en mármol, coronado por las figuras en bronce de Rawson y de La Ciencia; a ambos lados del bloque de mármol también hay esculturas de bronce, que representan a La Elocuencia y a El Saber, ambas figuras masculinas y con vestimentas romanas. En el frente del monumento se puede leer Rawson. Laus - Virtutis - Actio. 1821 - 1890. Con motivo de la inauguración del monumento, la cual se llevó a cabo el 1 de septiembre de 1928, se acuñó una medalla en honor a Rawson, que se conserva en el Buenos Aires Museo.
La localidad chubutense de Rawson, capital de la provincia, lleva su nombre y también existe un monumento en su honor. Este consiste de un busto, el cual se encuentra ubicado en la plaza principal de la ciudad, que también lleva el nombre de Guillermo Rawson; fue inaugurado el 12 de octubre de 1936, ante la presencia de numerosas autoridades provinciales. El departamento Rawson también lleva su nombre.
En la localidad bonaerense de Rawson también existe un busto en su honor, el cual está ubicado en la Plazoleta Guillermo Rawson.
En la provincia de San Juan existe un departamento que lleva su nombre en su honor. Fue creado el 4 de septiembre de 1942, cuando una ley dividió a la provincia en nueve departamentos; el Departamento Rawson se formó con parte de los departamentos Trinidad y Pocito. Aunque su capital es la ciudad de Villa Krause, el 15 de noviembre de 1984 se declaró a todo el departamento como Ciudad de Rawson, debido a su gran crecimiento demográfico; es por esto que es considerado parte del Gran San Juan.
También existen barrios, calles y avenidas que llevan su nombre. Esto ocurre en las ciudades de Buenos Aires, Campana (Buenos Aires), Haedo (Buenos Aires), Olivos (Buenos Aires), Rawson (Buenos Aires), Puerto Madryn (Chubut), Trelew (Chubut), Playa Unión (Chubut), San Juan, Caucete (San Juan),San Luis (San Luis), Godoy Cruz (Mendoza), Maipú (Mendoza), San Martín (Mendoza), Valparaíso (V Región, Chile), y Villa María (Córdoba), entre otras.
El asteroide (2854) Rawson lleva su nombre en su honor. Fue descubierto por David McLeish el 6 de mayo de 1964, en el Observatorio Astronómico de la ciudad de Córdoba, capital de la provincia homónima; recibe la designación provisional de 1964 JE.